# منتخب المكسيك لاتحاد الرغبي
منتخب المكسيك الوطني لاتحاد الرغبي (بالإسبانية: Selección de rugby de México)‏ هو ممثل المكسيك الرسمي في المنافسات الدولية في اتحاد الرغبي .